# Ніжинський кірасирський полк
Ніжинський карабінерний полк (рос. дореф. Нѣжінскій Кірасіркій полкъ) — кавалерійський полк російської імператорської армії що почав формуватися з 1783 як кінний, у 1784—1796 був кірасирським та розформований у 1800 році. Складений переважно з вибірних козаків із сотень колишнього Ніжинського полку Гетьманщини та частини легкокінного Сіверського полку.

## Історія

### Створення
З ліквідацією полкового устрою на Гетьманщині, указом Катерини II від 28 червня у 1783 року наказувалось з колишніх 9 козацьких полків сформувати 10 кінних полків. Генерал-фельдмаршал граф Румянцев, який займався реформуванням, у ході тривалої переписки з імператрицею переконав її увести певні зміни, що стосувались соціальних та військових аспектів реформи. Це відобразилось на тому, що на початку 1784 року було дозволено полки, що досі формувались «именовать карабинерными». Усі десять полків були укомплектовані здебільшого вибірними козаками із колишніх полкових сотень, крім того між цими полками на 10 рівних частин розбивалися люди і коні з колишніх трьох легкокінних полків (Київський, Сіверський, Чернігівський) які до 1775 року були компанійськими.
Формуванням Ніжинського карабінерного полку займався полковник швейцарського походження Іван Перст. Згідно його рапорту від 28 серпня 1785 року, на той час до нього було прийнято: 39 офіцерів та 8 їхніх денщиків, понад комплект прибуло 2 офіцери. Зі складу козацьких старшин до полку увійшли: 1 бунчуковий товариш, 2 полкових старшини, 3 сотники, 12 військових товаришів. До полкубуло зараховано наступну кількість козаків та коней із сотень колишнього козацького Ніжинського полку та близько третини легкокінного Сіверського полку:
| З яких сотень і підрозділів сформовано Ніжинський карабінерний полк | Прийнято вибірних козаків, (карабінерів) | Прийнято коней |
| ------------------------------------------------------------------- | ---------------------------------------- | -------------- |
| 1-ї Борзенської                                                     | 73                                       | 51             |
| 2-ї Борзенської                                                     | 51                                       | 53             |
| Шаповалівської                                                      | 89                                       | 89             |
| Новомлинської                                                       | 34                                       | 39             |
| Прохорської                                                         | 79                                       | 63             |
| 3-ї полкової                                                        | 65                                       | 64             |
| 4-ї полкової                                                        | 90                                       | 65             |
| Попівської                                                          | 82                                       | 78             |
| 1-ї полкової                                                        | 79                                       | 68             |
| 2-ї полкової                                                        | 66                                       | 54             |
| Бахмацької                                                          | 73                                       | 66             |
| Заньківської                                                        | 52                                       | 49             |
| Частина розформованого легкокінного Сіверського полку               | 154                                      | 249            |
| «Вольноопрєделяющихся»                                              | 5                                        |                |
| «на капітуляції»                                                    | 4                                        |                |
| Разом                                                               | 1035                                     | 998            |

### Подальша служба
Станом на листопад 1785 року у його складі було 1040 військовослужбовців, 600 карабінерних, 272 козачі (приватні) та 97 тяглових коней.
У квітні 1790 року 6-й ескадрон полку виділений на формування Київського кінно-єгерського полку. Коли останній було розформовано в листопаді 1796 року, близько ескадрону нижніх чинів було повернуто назад у Ніжинський карабінерний полк, після чого він став кірасирським.
У березні 1800 року Ніжинський кірасирський полк розформований.